# 拜尔奈克·彼得
拜尔奈克·彼得（匈牙利語：Bernek Péter，1992年4月13日—）生于布达佩斯，是一名匈牙利男子游泳运动员，主攻仰泳和自由泳。他在12岁时开始从事竞技游泳，首次在国内的比赛出场。他一开始效力于Kőbánya游泳俱乐部，2014年后开始代表BVSC俱乐部。
他的妻子Ágnes Mutina同样是一名游泳选手，两人于2019年结婚。